# Michael Dietz
Michael Dietz (Allison Park (Allegheny County, Pennsylvania), 10 februari 1971) is een Amerikaans acteur en filmproducent.

## Biografie
Dietz begon in 1996 met acteren in de televisieserie Baywatch. Hierna heeft hij nog meerdere rollen gespeeld in televisieseries, zoals Beverly Hills, 90210 (1996), The Bold and the Beautiful (2002-2005) en Passions (2007).
Dietz is ook filmproducent en is hiermee begonnen in 2000 met de televisieserie Big Brother. Hierna heeft hij nog meerdere televisieseries en een films geregisseerd.
Dietz is in zijn privéleven verloofd geweest met Arianne Zucker. Toen deze relatie stuk liep leerde hij zijn huidige vrouw kennen en zijn in 2001 getrouwd en hebben samen een dochter (2002).

## Filmografie

### Televisieseries
Uitgezonderd eenmalige gastrollen.
- 2007 Passions – als Jake en Pete – televisieserie (7 afl)
- 2002 – 2005 The Bold and the Beautiful – als dr. Mark Maclaine – televisieserie (64 afl)
- 1997 – 1999 General Hospital – als dr. Joseph Parnell Scanlon – televisieserie (?? afl)
- 1997 – 1999 Port Charles – als Dr. Joseph Parnell – televisieserie (348 afl)
- 1996 – 1997 The Guiding Light – als Alan-Michael Spaulding – televisieserie (4 afl)
- 1996 Beverly Hills, 90210 – als Greg McKeen – televisieserie (4 afl)

## Filmproducent
- 2023 House of Villains - televisieserie - 5 afl.
- 2023 Generation Gap - televisieserie - 11 afl.
- 2022 Claim to Fame - televisieserie - 10 afl.
- 2022 Love Island - televisieserie - 38 afl.
- 2018 The Noise - televisieserie - 12 afl.
- 2016 Battle of the Ex-Besties - televisieserie
- 2015 Best Time Ever with Neil Patrick Harris - televisieserie
- 2015 Geeks Who Drink - televisieserie
- 2014 The Line - film
- 2013 The Great Christmas Light Fight - televisieserie - 3 afl.
- 2013 The Apprentice - televisieserie - 12 afl.
- 2012 - 2013 Killer Karaoke - televisieserie - 8 afl.
- 2012 Stars Earn Stripes - televisieserie - 4 afl.
- 2011 One Man Army - televisieserie - 6 afl.
- 2010 – 2011 Minutes to Win It – televisieserie - 14 afl.
- 2009 – 2010 Chefs vs. City – televisieserie - 20 afl.
- 2009 Great American Road Trip – televisieserie - 8 afl.
- 2007 Born – televisiefilm
- 2000 Big Brother – televisieserie - 70 afl.

- Biblioteca Nacional de España: XX4963939
- SNAC: w6361bf5
- Virtual International Authority File: 168891455
- WorldCat: E39PBJxWPrjrq3P4p48RH6mWXd